# Albatros (cacciatorpediniere)
L'Albatros fu un cacciatorpediniere della Marine nationale francese, entrato in servizio nel gennaio 1931 come parte della classe Aigle.
Impegnato in azione durante la seconda guerra mondiale, il cacciatorpediniere prese parte al bombardamento navale di Genova del 14 giugno 1940 nel corso del quale fu danneggiato; rimasto sotto il controllo della Francia di Vichy, l'Albatros combatté contro le forze statunitensi a Casablanca l'8 novembre 1942, durante gli sbarchi dell'operazione Torch, venendo gravemente danneggiato. Nel dopoguerra fu impiegato come unità d'addestramento e per sperimentazioni, fino alla radiazione avvenuta nel settembre 1959; lo scafo fu avviato alla demolizione nel 1967.

## Storia
Impostata nei cantieri della Ateliers et Chantiers de la Loire di Nantes il 30 gennaio 1929, la nave venne varata il 27 giugno 1930 con il nome di Albatros (dall'omonima famiglia di uccelli di mare), entrando infine in servizio il 25 gennaio 1931; nel corso delle prove in mare fece registrare la più alta velocità massima per un cacciatorpediniere francese, toccando i 41,9 nodi di velocità.
Dopo l'inizio della seconda guerra mondiale il cacciatorpediniere fu schierato a Brest per partecipare alla scorta dei convogli navali diretti nel Regno Unito, ma in seguito fu dislocato a Tolone per prendere parte alle operazioni nel teatro bellico del Mediterraneo. Dopo l'entrata dell'Italia nella seconda guerra mondiale, la mattina del 14 giugno 1940 l'Albatros partecipò al bombardamento navale di Genova da parte di una squadra navale francese, scortando gli incrociatori Dupleix e Colbert durante il cannoneggiamento degli impianti portuali genovesi; verso la fine dell'azione, il cacciatorpediniere fu inquadrato dal tiro della Batteria Mameli schierata a protezione della città, venendo raggiunto da un colpo da 152 mm: il proiettile esplose nel locale caldaie di poppa dopo aver attraversato un deposito di combustibile, il cui contenuto si riversò nei locali adiacenti senza tuttavia incendiarsi. Pur con parte delle macchine fuori uso, l'Albatros riuscì a rientrare a Tolone a lento moto quello stesso giorno; tra l'equipaggio si contarono dodici morti e parecchi feriti.
Dopo l'armistizio della Francia il cacciatorpediniere rimase sotto il controllo del governo di Vichy; riparato, fu dislocato nel Protettorato francese del Marocco ma non vide altre azioni significative fino al novembre 1942, quando fu coinvolto negli eventi dell'operazione Torch. Parte della squadra navale francese dislocata a Casablanca, la mattina dell'8 novembre l'Albatros salpò insieme ad altri cinque cacciatorpediniere e all'incrociatore leggero Primauguet per contrastare lo sbarco dei reparti statunitensi in corso presso Fedahla, a nord-est di Casablanca; la formazione francese entrò ben presto in contatto con le forze navali statunitensi schierate a protezione dei convogli di trasporto truppe, finendo con l'essere soverchiata dalla superiore potenza di fuoco della United States Navy. L'Albatros fu rapidamente centrato in successione da colpi di grosso calibro sparati dagli incrociatori pesanti USS Augusta, USS Wichita e USS Tuscaloosa, nonché da bombe sganciate da velivoli decollati dalla portaerei USS Ranger; il cacciatorpediniere fu quindi portato a incagliare sulla costa vicino a Casablanca per impedirne l'affondamento. Tra l'equipaggio si contarono 25 morti e 80 feriti.
Riportato a galla il 10 dicembre 1942, fu riparato e servì a fianco degli Alleati nelle fasi finali del conflitto, principalmente come unità da trasporto rapido. Conclusa la guerra, nel 1949 l'Albatros fu assegnato alla scuola cannonieri di Tolone come unità d'addestramento, ma fu riportato a un ruolo operativo nel 1953 venendo riclassificato come nave scorta. Impiegata dal 1957 come nave per sperimentazioni di nuovi materiali, l'unità fu infine radiata dal servizio attivo il 9 settembre 1959 e impiegata come pontone a Tolone; lo scafo fu infine avviato alla demolizione nel 1967.